# Mikado

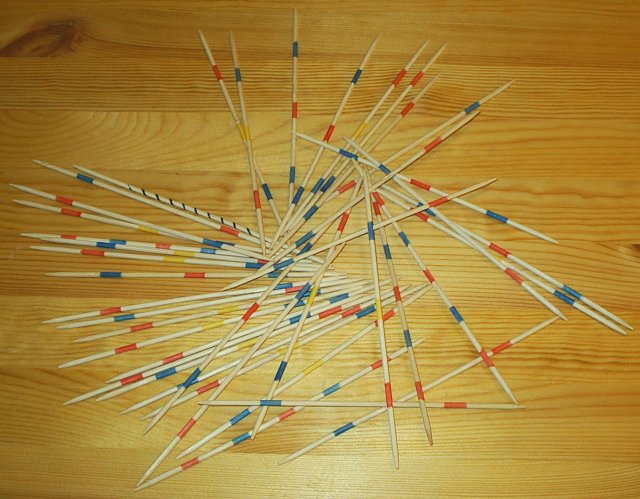
Bierki Mikado, tu zestaw składający się z:
– 1 bierki „Mikado” ze spiralą,
– 5 bierek w paski niebiesko-czerwono-niebieskie,
– 5 bierek w paski czerwono-niebiesko-czerwono-niebiesko-czerwone,
– 15 bierek w paski niebiesko-żółto-czerwone
– 15 w kolorach niebiesko-czerwonych

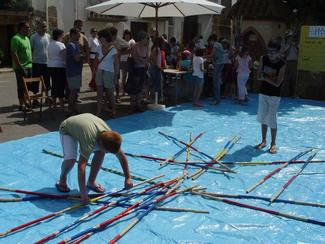
Mikado w wersji plenerowej

Mikado – zręcznościowa gra towarzyska, podobna do bierek. Klasyczny zestaw do gry składa się z 41 jednokształtnych, szpiczasto zakończonych, drewnianych patyczków, różniących się między sobą liczbą i kolorem namalowanych na nich pasków, które definiują wartość poszczególnych bierek. Udział w niej bierze zazwyczaj od 2 do 6 osób. Gra rozpoczyna się od rozsypania na stole lub podłodze wiązki trzymanych pionowo w zaciśniętej dłoni i opartych końcami o podłoże bierek. Z powstałego w ten sposób splątanego stosiku, gracze podejmują kolejno pojedyncze patyczki w taki sposób, by nie poruszył się żaden z pozostałych. Gdy w trakcie wyjmowania drgnie choćby jedna inna bierka, następuje utrata kolejki i do zbierania przystępuje następny uczestnik.
Rozgrywkę wygrywa ten którego zsumowana wartość zebranych bierek jest największa.
Na świecie gra występuje pod różnymi nazwami i w różnych wariantach. Zmienna jest liczba bierek, ich wielkość, sposób oznaczenia i ich wartość.
Nazwa gry używana w Polsce, odnosząca się również do głównej, pojedynczej, najbardziej wartościowej bierki, pochodzi od japońskiego słowa „Mikado” dawniej stosowanego do oznaczania cesarza Japonii.
Gra uczy koncentracji, cierpliwości i panowania nad ciałem.